# Seagram Building
El Seagram Building, ubicado en el 375 (entre la calle n.º 52 y la n.º 53 en el centro de Manhattan) de Park Avenue, Nueva York (Estados Unidos), es una moderna torre de oficinas proyectada por el arquitecto alemán Ludwig Mies van der Rohe, en colaboración con Philip Johnson. Es la sede central de la corporación Seagram.
Símbolo del mundo industrial contemporáneo, ilustra el lema del arquitecto Menos es más. El edificio cuenta con 39 pisos en 157 metros de altura y fue construido entre los años 1954 y 1958.

## Arquitectura

### Composición

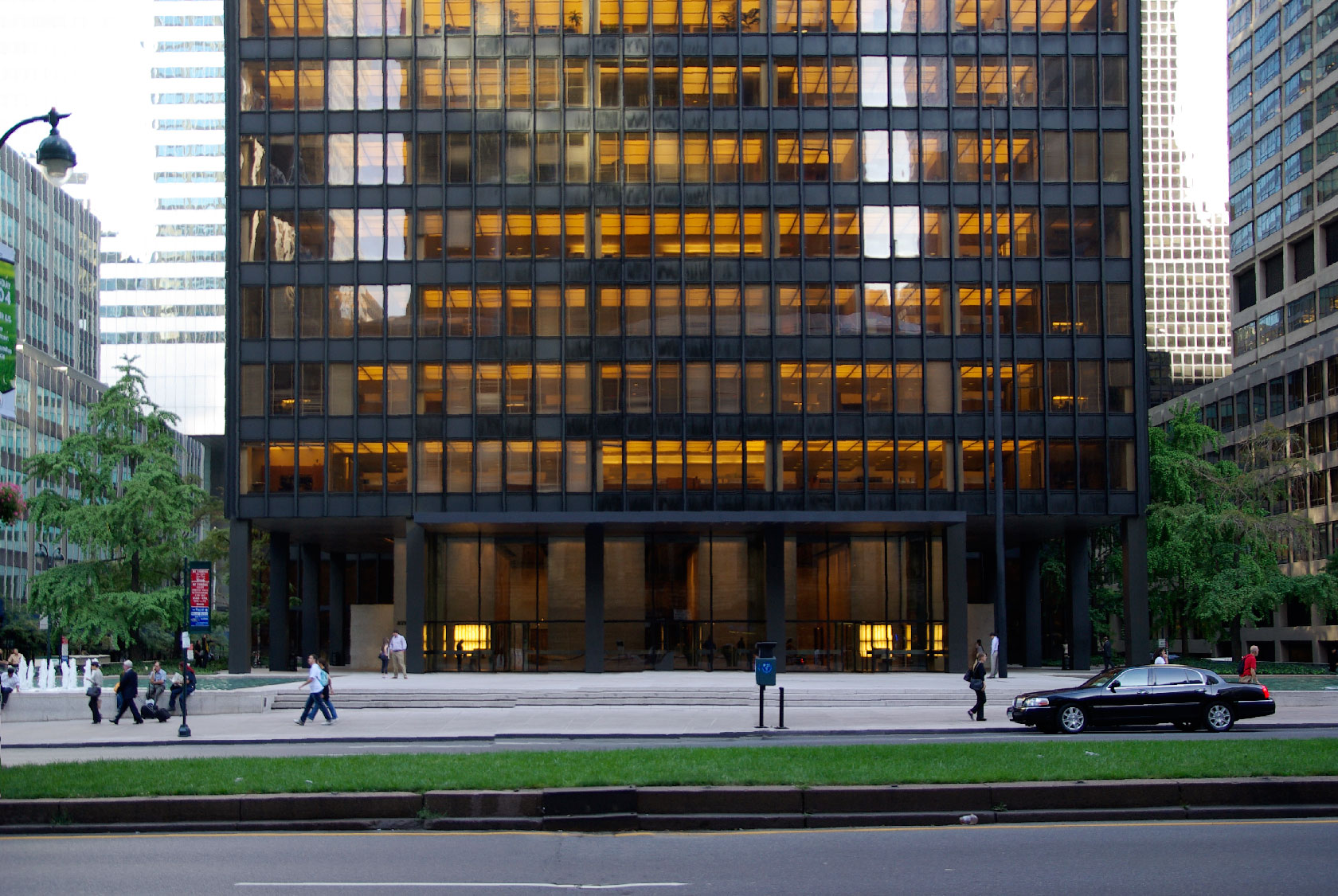
Seagram Plaza, espacio abierto al frente del edificio.

Este proyecto debía realizarse en uno de los lugares más exclusivos del centro de Nueva York, reto al cual Mies respondió con un gesto urbanístico a tener en cuenta, sobre todo en el contexto de desenfrenado crecimiento económico de los años 50: dejando a un lado los criterios económicos, decidió liberar un espacio próximo al edificio, obsequiando a los habitantes de la ciudad con una plaza pública con bancos para sentarse y dos grandes estanques con fuentes. Con ello no sólo creó una distancia necesaria con respecto a la calle para poner de relieve el edificio, sino que se distanció de la tendencia a llevar al límite la construcción de rascacielos, en favor del crecimiento urbano.
La amplia plaza Seagram se extiende sin límites entre el interior y el exterior del edificio. Además, el techo blanco de acceso se estira al exterior por encima de la entrada, conectando interior y exterior. El acceso a la plaza es a través de una escalinata entre dos grandes pilastras o basas, sobre las que se extienden dos láminas de agua en simetría, lo que recuerda las leyes de composición de la Antigüedad clásica.
Mies diseñó su edificio a la manera de las columnas antiguas, con basa (entrada y vestíbulo, aunque el espacio en planta baja está grandemente liberado y el edificio se sostiene sobre pilotes), fuste (bloque principal de oficinas) y capitel (la parte superior del edificio que sirve como remate).

### Estructura
La estructura, de 39 pisos, combina una trama de acero y un núcleo de hormigón armado para resistir los empujes laterales del viento. El núcleo se eleva hasta el piso 17 y sus arriostramientos diagonales hasta el piso 29.
Basada en los preceptos del Estilo Internacional, fue muy influyente en la arquitectura americana. Uno de esos principios es hacer una arquitectura auténtica, en la que la estructura interior articule la estética externa del edificio. La idea original del arquitecto era que se viese la trama de acero estructural de la que cuelgan los muros cortina de vidrio, pero la normativa edificatoria estadounidense obligaba a recubrir todos los elementos estructurales de acero con algún material ignífugo, como el hormigón, para evitar que en caso de incendio se derritan y cedan. El hormigón ocultaría la estructura del edificio, cosa que Mies quería evitar a toda costa, así que usó perfiles doble T de bronce a modo de columnas no estructurales para recordar la estructura interna. Estas son visibles desde fuera del edificio y discurren verticalmente a modo de maineles. Es un método similar al que había usado ya en las torres de apartamentos en Lake Shore Drive, en Chicago.